# MadWorld
Ne doit pas être confondu avec Mad World.

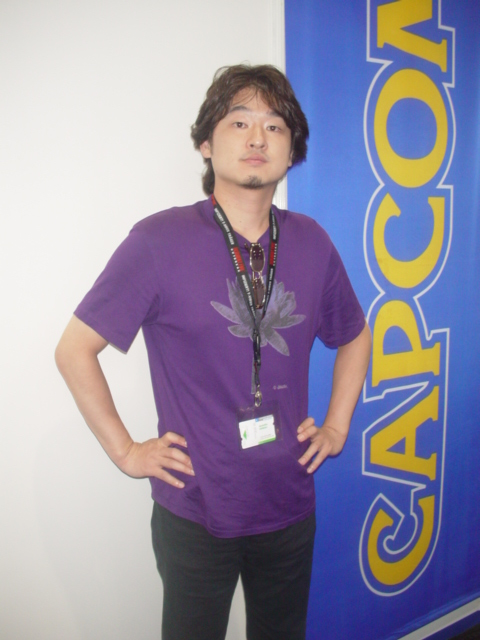
Atsushi Inaba est le producteur du jeu.

MadWorld est un jeu vidéo d'action, développé par Platinum Games et édité par Sega, sorti sur Wii en mars 2009.

## Système de jeu
Le jeu se déroule à la troisième personne. Le joueur dirige Jack Cayman, un homme armé d'une tronçonneuse rétractable sur l'avant-bras droit, qui participe à DeathWatch, une émission de téléréalité ultra violente. Le Nunchuck sert à déplacer Jack, tandis que la Wiimote permet d'attaquer les ennemis. La plupart des attaques sont réalisées en utilisant conjointement le bouton « B » et l'accéléromètre de la Wiimote. Le but du jeu est de se débarrasser de ses ennemis de la façon la plus spectaculaire qui soit en utilisant les éléments de l'environnement. Ainsi, il est par exemple possible d'empaler la tête d'un ennemi avec un panneau de signalisation.
Le jeu est basé sur une violence extrême et démesurée. Le concepteur du jeu, Shigenori Nishikawa, affirme que malgré le côté sombre du jeu, la violence du jeu est caricaturale. Par exemple, le jeu propose un mini-jeu appelé « Man Darts » (les « fléchettes humaines ») où il faut envoyer vos ennemis sur une cible à l'aide d'une batte de baseball pour marquer des points. Toutefois, à cause de cette débauche de violence, PlatinumGames n'est pas sûr de voir son jeu édité au Japon, expliquant que « sur certains marchés, il y a de nombreuses limitations quant à la violence que l'on peut montrer dans un jeu, c'est pourquoi nous pensons principalement aux marchés américains et européens en développant ce jeu ».
MadWorld propose des graphismes très stylisés qui utilisent une palette de couleur très limitée avec de gros contrastes de noir et de blanc (en partie inspiré de Sin City) sur lesquels viennent se poser des gerbes rouges de sang et des onomatopées jaunes.

## Synopsis
La ville de Varrigan City est devenue la proie à un groupe de terroristes connus sous le nom de « The Organizers ». Ces terroristes ont pris le contrôle de la ville et l'ont transformée en une énorme émission de télévision, nommée Death Watch. Les habitants de la ville doivent alors combattre de mystérieux ennemis pour survivre et gagner le gros lot : 100 millions de dollars.
Au premier abord simple prétexte pour le jeu, le scénario devient vite très noir, compliqué et prenant.

## Personnages
- Jack Cayman : Le protagoniste de MadWorld. Il est originaire de la ville de Detroit, âgé de 35 ans. Il mesure 1,93 m et pèse 106 kg.
- Agent XIII : C'est le sponsor de Jack, ce dernier le laisse tomber au deuxième quartier.
- Little Eddie : Premier boss du jeu qui est un monstre colossal équipé d'un fléau.
- Jude the Dude : Deuxième boss du jeu, c'est un cowboy utilisant deux pistolets.
- Herr Frederick von Twirlenkiller : Originaire d'Allemagne, il est l'un des boss du Death Watch. Il utilise à la place de ses mains des turbines permettant de créer des cyclones dévastateurs.
- Rin Rin : La chef de Asian Town utilisant comme arme des éventails rasoirs.
- Shogun : Deuxième boss de Asian Town utilisant un bâton équipé de tronçonneuses de chaque côté.
- Yokozuna : Cet énorme sumo est le dernier boss d'Asian Town. Vous le combattez dans son arène.
- The Shamans : Premier boss de Mad Castle ayant l'apparence de loups.
- Franck : C'est un monstre énormément grand ressemblant à Frankenstein.
- Elise : C'est une femme vampire.
- Kojack : Le premier boss d'Area 66, il vous défie dans un duel à moto.
- The Masters : Deuxième boss d'Area 66. Ce duo intergalactique ne vous laisse pas de tout repos.
- Martin : Un gigantesque robot quasiment indestructible.
- The Black Baron : Big Boss du jeu, sa femme (Malthilda) qui l'accompagne le tue à chaque présentation du jeu, mais il ressuscite à chaque fois.

## Musique
La bande son de MadWorld a été composée par Naoto Tanaka (Phoenix Wright, Mega Man X6...), le producteur Atsushi Inaba avait demandé que les musiques soit faites dans un style hip-hop, les niveaux sont accompagnés de chansons de rap, elles sont interprétées par des artistes indépendants (Ox, Doujah Raze, S.O.U.L. Purpose, Optimus, Sick YG, Wordsmith et Bandy Leggz). Les musiques de Tanaka comportent également des morceaux plus rock pour les combats contre les boss, le compositeur s'est inspiré de l'album Collision Course de Jay-Z et Linkin Park pour composer la bande son.

## Controverse
À cause de sa violence affichée, MadWorld a été sujet de controverse au Royaume-Uni. John Beyer, directeur de mediawatch-uk, a exprimé, en vain, son dégoût pour le contenu du jeu, affirmant son désir que le jeu ne soit pas classifié par le BBFC (ce qui équivaut à une interdiction de vente).
Le 19 août 2008, Sega a annoncé que MadWorld ne sortirait pas en Allemagne.
Les responsables de Nintendo ont encouragé la sortie de ce jeu, rappelant que la Wii est une console pour tous les types de public, incluant les adultes.

## Publicité
Pour la France, Jérôme Le Banner apparaît dans un spot diffusé à la télévision.

## Ventes
Le jeu s'est vendu à 66 000 exemplaires en Amérique du Nord, un mois après sa sortie, selon l'institut NDP Group. En août 2009, toujours en Amérique du Nord, les ventes étaient de 123 000 exemplaires.